# إيدو دراسينا
إيدو دراسينا (بالبرتغالية: Edu Dracena‏) (18 مايو 1981 البرازيل - ) هو لاعب كرة قدم برازيلي، يلعب كمدافع.

## وصلات خارجية
إيدو دراسينا على موقع الاتحاد الدولي (مؤرشف)  (الإنجليزية)
- إيدو دراسينا على موقع اتحاد تركيا (لاعب) (الإنجليزية)
- إيدو دراسينا على موقع قاعدة بيانات كرة القدم.إي يو (الإنجليزية)
- إيدو دراسينا على موقع ناشيونال فوتبول تيمز (الإنجليزية)
- إيدو دراسينا على موقع Soccerway.com (الإنجليزية)
- إيدو دراسينا على موقع عالم كرة القدم.نت (الإنجليزية)